# 日本プロボウリング協会
公益社団法人日本プロボウリング協会（にほんプロボウリングきょうかい）は、日本におけるプロボウリング競技を統括する組織。略称はJPBA（英: Japan Professional Bowling Association）。

## 概要
1967年1月27日に発足。
2013年7月1日に公益社団法人となる。
2023年3月1日現在、会長の谷口健をはじめとして、登録されているプロボウラーの人数は1077名（男性：737名、女性：340名)。

## プロボウラー一覧
※ 死去、退会した者を含む。

### JPBA設立時の第一期創設メンバー
- 石川雅章 - JPBA設立後はじめての公認パーフェクトボウラー。
- 石山泰行
- 伊東清久
- 井上望  - 作家井上友一郎の息子。
- 井本正忠
- 岩上太郎
- 大久保洪基
- 粕谷三郎
- 川井英一
- 佐藤則夫
- すみ光保
- 田口勝彦
- 浪間章
- 福島稔男
- 藤井政一
- 水谷稔
- 矢島純一
- 山下昌也
- 和田幸二郎

### 主な男性プロボウラー
- 安部誠司
- 会田啓介
- 生和利
- 井口直之
- 糸山賀津人
- 稲葉竜太
- 梅澤快之
- 遠藤誠
- 越後裕哉
- 小原照之
- 太田隆昌
- 大友仁
- 岡部直治
- 岡野秀幸
- 梶義宏
- 加藤祐哉
- 門川健一
- 川添奨太
- 河津亨至
- 北岡義実
- 儀間義博
- 木村広人
- 工藤貴志
- 呉竹博之
- 黒田仙雄
- 小金正治
- 児島都史
- 小林哲也
- 西城正明
- 斉藤茂雄
- 斉藤征哉
- 斉藤拓哉
- 斉藤正典
- 斉藤祐哉
- 酒井武
- 坂田重徳
- 佐野芳宏
- 貞松保行
- 新城一也
- 鈴木博喜
- 須田毅
- 須藤真宏
- 梅檀稔
- 田形研吾
- 高田浩規
- 高橋延明
- 武井利元
- 田坂大輔
- 谷合貴志
- 津島健次
- 津島悟志
- 津野泰治
- 土谷翼
- 塚原次男
- 寺村文孝
- 中沢奨
- 永野すばる
- 中村太亮
- 西川徹
- 長谷宏
- 原田招雄
- 平山陽一
- 藤井信人
- 藤村隆史
- 日置秀一
- 保倉映義
- 保倉義孝
- 細井康司
- 堀江真一
- 福丸哲平
- 三池丹揮
- 水野成祐
- 宮田俊輔
- 村上拓也
- 森本健太
- 矢島純一
- 山本勲
- 山崎行夫
- 吉田文啓
- 山下省吾
- 龍隆行
- 和田秀和
- 渡邉航明

### 主な女性プロボウラー
- 愛甲恵子
- 浅田梨奈
- 安藤瞳
- 石井利枝
- 石田万音
- 板倉奈智美
- 稲橋和枝
- 岩見彩乃
- 宇山侑花
- 遠藤未菜
- 大石奈緒
- 大嶋有香
- 大根谷愛
- 大山由里香
- 越智真南
- 尾上萌楓
- 片井文乃
- 加藤八千代
- 金田惠子
- 亀井智美
- 川崎由意
- 岸田有加
- キム・スルギ
- 久保田彩花
- 金城愛乃
- 桑藤美樹
- 近藤文美
- 小池沙紀
- 小泉奈津美
- 小久保実希
- 小林あゆみ
- 小林よしみ
- 斉藤悦子
- 斉藤志乃ぶ
- 酒井美佳
- 酒井玲佳
- 坂倉にいな
- 坂倉凛
- 坂本かや
- 坂本詩緒里
- 櫻井麻美
- 櫻井眞利子
- 佐藤まさみ
- 霜出佳奈
- 杉本勝子
- 鈴木亜季
- 鈴木理沙
- 須田開代子
- 竹原三貴
- 谷川章子
- 鶴井亜南
- 寺下智香
- 堂元美佐
- 時本美津子
- 内藤真裕実
- 中島瑞葵
- 中谷優子
- 中野麻理子
- 中村美月
- 中山律子
- 並木恵美子
- 名和秋
- 西村美紀
- 丹羽由香里
- 長谷川真実
- 姫路麗
- 舟本舞
- 古田翔子
- 星野恵梨
- 本間成美
- 本間由佳梨
- 松尾星伽
- 松岡美穂子
- 松永裕美
- 三浦美里
- 水谷若菜
- 宮城鈴菜
- 本橋優美
- 森彩奈江
- 柳美穂
- 山田幸
- 吉田真由美
- 吉川朋絵
- 若田彩実
- 渡辺けあき

## 主な大会

### 男女共催
- グリコセブンティーンアイス杯プロアマボウリングトーナメント
- MKチャリティカップ
- 東海オープンボウリングトーナメント
- ジャパンカップ ボウリング（～2014年）→ラウンドワンカップ（～2017年）→ROUND1 GRAND CHAMPIONSHIP BOWLING（2018年～）
- ジャパンオープンボウリング選手権
- 全卸連プレゼンツ JPBA☆SSSカップ（2019年～）
- APAプレゼンツ KING'S ＆ QUEEN'S プロボウラーズトーナメント（2020年～2022年）
- KUWATA CUP（2019年～2023年）

#### 以下の大会は隔年で男性・女性単独開催となる
- コカコーラカップ千葉オープンボウリングトーナメント（奇数年女性開催）
- 関西オープンボウリングトーナメント（奇数年男性開催）

### 女性開催
- JPBA WOMEN'S ALL☆STAR GAME（2019年よ～2022年）
- 宮崎プロアマオープントーナメント（2018年で休止）
- 六甲クィーンズオープントーナメント
- プロボウリングレディース新人戦
- JLBCプリンスカップ|JLBCクイーンズオープンプリンスカップ
- 全日本女子プロボウリング選手権
- 大岡産業レディース

### 男性開催
- プロボウリング男子新人戦
- プロボウリングマスターズ（2023年は未開催）
- 全日本プロボウリング選手権大会

### 男女混合団体戦競技
- io.LEAGUE